# Simon Kimbangu
Simon Kimbangu (Nkamba, 12 de Setembro de 1887 – Lubumbashi, 12 de Outubro de 1951) foi um líder religioso congolês, notório por ter sido o líder do chamado Kimbanguismo, um movimento cristão fortemente enraizado no Congo Belga, que pregava, sociologicamente, um novo modelo de autoridade social, religiosamente, o amor de Deus através da mediação de símbolos africanos, e psico-culturalmente, o fim da dominação colonial branca (resultando na autoconsciência negra).
No início da década de 1920, enquanto era procurado por centenas de fieis em busca de cura, foi acusado de incitação à desordem pública, julgado por um tribunal de guerra, e sentenciado à morte. Sua pena foi comutada em prisão perpétua e, permaneceu por trinta anos no cárcere das autoridades coloniais até sua morte, em 1951. No seu leito de morte, Kimbangu recebeu o batismo na Igreja Católica.
Durante seus trinta anos de prisão, ele continuou a ser considerado como um líder espiritual, apesar de ter negado o contato com seus seguidores, e também se tornou um símbolo do nacionalismo congolês. Segundo o historiador belga Van Reybrouck, Kimbangu nunca cometeu um único ato de violência.